# Erechthias
Erechthias es un género de la familia de las polillas de la ropa, Tineidae. En él, pertenece a la subfamilia Erechthiinae, de la cual es el género tipo. La circunscripción exacta de este género aún está en disputa, pero puede abarcar más de 150 especies.

## Sistemática y taxonomía.
Aquí, el género se trata en la amplia circunscripción (sensu lato) adoptada por muchos autores hoy en día, y representa el presunto grupo central de Erechthinae. Delimitado así, Erechthias incluye varios otros géneros, algunos de los cuales han sido tratados ocasionalmente como independientes incluso por autores bastante recientes. Siguen siendo bastante similares y contienen polillas que están (al menos abrumadoramente) muy estrechamente relacionadas. Aun así, difieren en detalles como la venación del ala –con Erechthias sensu stricto teniendo todas las venas separadas (a diferencia de, por ejemplo, el grupo Decadarchis, que tiene las venas del ala trasera 5 y 6 pedunculadas)– o el arpa del pterigopodio estando desnuda en Erechthias s.str. pero con un grupo de setas en la costa. Sin embargo, los genitales femeninos son casi iguales en todos ellos.
Muchos de estos géneros supuestamente distintos siempre se consideraron monotípicos y es poco probable que sean válidos. Más notables son Decadarchis (incluidos Caryolestis, Nesoxena, Pantheus y quizás otros) y Ereunetis (incluidos Lepidobregma y Neodecadarchis); estos dos se consideran con más frecuencia géneros separados que otros subgrupos de Erechthias. De hecho, los miembros del (sub)género anterior se ubicaban al principio a menudo en Tinea de la subfamilia Tineinae. Otras especies de Erechthias fueron asignadas históricamente a Acridotarsa –de Tineinae (E. deloneura)– o a Mesopherna de Myrmecozelinae (E. epomadia). E. glyphidaula ha sido una fuente particular de confusión; incluso el veterano investigador Edward Meyrick, en algunos de sus últimos trabajos, estableció nada menos que tres veces un nuevo género monotípico para esta especie.
Más inusualmente, algunas especies de Erechthias fueron inicialmente confundidas con miembros del género Cosmopteryx (E. cyanosticta) y del género Argyresthia (E. zebrina); estos géneros son  basales Ditrysia no particularmente relacionados con Erechthias. El enigmático "género" Acrocenotes –única especie que inicialmente se consideró perteneciente a los Plutellidae, –tampoco son parientes cercanos de Erechthias– también se incluye en el presente tratamiento.
Como otra curiosidad taxonómica de este género, E. beeblebroxi recibe su nombre del famoso personaje de ciencia ficción de dos cabezas de Douglas Adams, Zaphod Beeblebrox; la polilla tiene un patrón de "cabeza falsa" que presumiblemente ayuda a confundir a los posibles depredadores.
Por último, aún queda por determinar la delimitación real de Erechthias frente a géneros relacionados como Comodica. Por ejemplo, se discute si las Erechthiinae Callicerastis stagmatias y Mecomodica fullawayi están justificadamente separadas en sus géneros monotípicos o si es mejor incluirlas en Erechthias (como todas las demás especies que alguna vez se colocaron en Callicerastis); esta última en particular parece estar entre Comodica y Erechthias.

## Especies seleccionadas
Las numerosas especies de Erechthias incluyen:
- Erechthias acontistes Meyrick, 1880
- Erechthias acontotypa Turner, 1926
- Erechthias acroleuca Turner, 1923
- Erechthias aellophora Meyrick, 1880
- Erechthias ancistrosema Turner, 1939
- Erechthias ascensionae
- Erechthias articulosa Meyrick, 1921
- Erechthias aspera (J.F.G.Clarke, 1986)
- Erechthias beeblebroxi Robinson & Nielsen, 1993
- Erechthias capnitis (Turner, 1918) (type of Empaesta)
- Erechthias celestra (J.F.G.Clarke, 1986)
- Erechthias celetica Turner, 1923
- Erechthias centroscia (Turner, 1933) (type of Gongylodes)
- Erechthias charadrota Meyrick, 1880
- Erechthias chasmatias (Meyrick, 1880) (type of Hectacma)
- Erechthias chionodira
- Erechthias cirrhogramma (J.F.G.Clarke, 1971)
- Erechthias citrinopa (Lower, 1905) (sometimes in Comodica)
- Erechthias clistopa (Meyrick, 1929)
- Erechthias contributa (Meyrick, 1932) (sometimes in Comodica)
- Erechthias coleosema (Meyrick, 1934)
- Erechthias cyanosticta (Lower, 1916)
- Erechthias darwini
- Erechthias decaspila (Lower, 1905) (sometimes in Comodica)
- Erechthias deloneura (Turner, 1923)
- Erechthias diacrita (Turner, 1923)
- Erechthias diaphora
- Erechthias dochmogramma (Lower, 1916) (sometimes in Comodica)
- Erechthias dracaenura
- Erechthias elaeorrhoa Meyrick, 1880
- Erechthias epispora (Lower, 1905) (sometimes in Comodica)
- Erechthias epomadia (Turner, 1923)
- Erechthias erebocosma (Meyrick, 1893)
- Erechthias eurynipha (Turner, 1923) (sometimes in Comodica)
- Erechthias flavistriata – sugarcane bud moth (type of Neodecadarchis)
- Erechthias glyphidaula (Meyrick, 1933) (type of Amphisyncentris)
- Erechthias grayi
- Erechthias incongrua (J.F.G.Clarke, 1986)
- Erechthias iseres (Turner, 1917)
- Erechthias iuloptera (Meyrick, 1880) (type of Ereunetis)
- Erechthias kerri
- Erechthias lychnopa Meyrick, 1927
- Erechthias minuscula – erechthias clothes moth (type of Lepidobregma)
- Erechthias molynta
- Erechthias mucronata (Meyrick, 1921) (type of Zanclopseustis)
- Erechthias mystacinella – curve-winged apple moth
- Erechthias niphadopla Meyrick, 1880
- Erechthias niphoplaca (Turner, 1923)
- Erechthias orchestris (Turner, 1932)
- Erechthias oxymacha (Meyrick, 1893)
- Erechthias oxytona (Meyrick, 1893)
- Erechthias penicillata (type of Pantheus)
- Erechthias percnomicta (Meyrick, 1934)
- Erechthias phileris (Meyrick, 1893)
- Erechthias photophanes (Meyrick, 1917)
- Erechthias physocapna (Meyrick, 1929)
- Erechthias polionota Turner, 1923
- Erechthias polyplecta Turner, 1923
- Erechthias praedatrix (Meyrick, 1934) (type of Caryolestis)
- Erechthias psammaula (Meyrick, 1921)
- Erechthias rufimacula (Meyrick, 1934)
- Erechthias saitoi (Moriuti & Kadohara, 1994) (sometimes in Comodica)
- Erechthias scythromorpha (Turner, 1926)
- Erechthias sphenotoma (Meyrick, 1935) (type of Aeolarchis)
- Erechthias simulans (type of Decadarchis)
- Erechthias sinapifera (Turner, 1926)
- Erechthias strangulata (Meyrick, 1929) (type of Nesoxena)
- Erechthias symmacha (Meyrick, 1893)
- Erechthias trigonosema (Turner, 1923)
- Erechthias tritogramma (J.F.G.Clarke, 1986)
- Erechthias zebrina (type of Tinexotaxa)

## Sinónimos
Numerosos géneros se han convertido en sinónimos menores de Erectias. Entre ellos se incluyen:
- Acrocenotes A.N.Diakonoff, 1968
- Aeolarchis Meyrick, 1935
- Amphisyncentris Meyrick, 1933
- Anemerarcha Meyrick, 1937
- Caryolestis Meyrick, 1934
- Decadarchis Meyrick, 1886
- Empaesta Bradley, 1956
- Ereunetis Meyrick, 1880
- Gongylodes A.J.Turner, 1933
- Hectacma Meyrick, 1915
- Lepidobregma Zimmerman, 1978
- Neodecadarchis Zimmerman, 1978
- Nesoxena Meyrick, 1929
- Pantheus Zimmerman, 1978
- Tinexotaxa Gozmany, 1968
- Triadogona Meyrick, 1937
- Zanclopseustis Meyrick, 1921